# Матија Ваљавец
Матија Ваљавец, (Средња Бела, Горењска, 17. фебруар 1831 — Загреб, 15. март 1897) био је српски књижевник, фолклориста и филолог, професор гимназије (Загреб) и библиотекар ЈАЗУ.

## Биотграфија
Основну школу је завршио у Крању, гимназију у Љубљани, а универзитет у Бечу. Студирао је класичну филологију и славистику. Од 1854. ради у гимназији у Вараждину, а од 1876. до одласка у пензију 1891. професор је загребачке гимназије. Од 1893. до смрти је библиотекар ЈАЗУ у Загребу.
У младости је писао пјесме, углавном легенде и епику у народном стилу. Године 1855. издаје збирку „Песми“. Његова лирика изражава љубав према природи и планинама. „Пастир“ (1860) је једна од најбољих словенских епских пјесама. Написао је и романтични еп у 3 пјевања „Зора ин Сонца“ (1867). Пише и лирске љубавне пјесме („Дробне песми“, 1870). Бавио се и преводима страних пјесама.
У Вараждину се бавио и научним радом. Скупља словенске и кајкавске народне умотворине („Народне приповјести“ 1858) и проучава дијалекте и граматику. Најглавнија су му дјела „Принос к нагласу у (ново)-словенском језику“, и „Главне точке о нагласу књижевне словенштине“.
Дописни је члан Српског ученог друштва од почетка 1884. Почасни је члан Српске краљевске академије од новембра 1892.